# (690703) 2014 KA102
(690703) 2014 KA102 est un objet transneptunien faisant partie du disque des objets épars, d'un diamètre estimé à un peu plus de 200 km.